# Sporobolus junceus
Sporobolus junceus là một loài thực vật có hoa trong họ Hòa thảo. Loài này được (P.Beauv.) Kunth miêu tả khoa học đầu tiên năm 1829.